# Dingalan
Dingalan (Bayan ng Dingalan) är en kommun i Filippinerna. Kommunen ligger på ön Luzon, och tillhör provinsen Aurora. Folkmängden uppgår till 25 482 invånare år 2015.
Dingalan är indelat i 11 barangayer.